# Bispira variegata
Bispira variegata is een borstelworm uit de familie Sabellidae. De soort leeft in riffen en omliggende gebieden verspreid over het Caribisch gebied op een diepte variërend van zes tot vijfentwintig meter.
Bispira variegata kan een lengte van zes centimeter bereiken en telt één kroon die drie centimeter lang kan worden. De kleur van deze kroon varieert van zwart tot bruin.

## Referentie
- M. De Kluijver, G. Gijswijt, R. de Leon & I. da Cunda Variegated feather duster (Bispira variegata), opgeroepen op 4 mei 2015